# Miaojia (köpinghuvudort i Kina, Hunan Sheng, lat 29,39, long 110,00)
Miaojia (kinesiska: 苗寨, 廖家村镇) är en köpinghuvudort i Kina. Den ligger i provinsen Hunan, i den södra delen av landet, omkring 320 kilometer nordväst om provinshuvudstaden Changsha. Antalet invånare är 9 469. Befolkningen består av 4 611 kvinnor och 4 858 män. Barn under 15 år utgör 21,0 %, vuxna 15-64 år 67 %, och äldre över 65 år 11,0 %.
Runt Miaojia är det ganska tätbefolkat, med 124 invånare per kvadratkilometer. Närmaste större samhälle är Shaba, 13,9 km söder om Miaojia. I omgivningarna runt Miaojia växer i huvudsak blandskog.
Genomsnittlig årsnederbörd är 1 738 millimeter. Den regnigaste månaden är september, med i genomsnitt 307 mm nederbörd, och den torraste är december, med 21 mm nederbörd.